# NGC 3846
NGC 3846 is een spiraalvormig sterrenstelsel in het sterrenbeeld Grote Beer. Het hemelobject werd op 10 februari 1831 ontdekt door de Britse astronoom John Herschel.

## In de kom van deGrote steelpan
Het stelsel NGC 3846 bevindt zich, vanaf de aarde gezien, in de rechthoek gevormd door de sterren Dubhe, Merak, Phad, en Megrez, die de kom van het gemakkelijk herkenbare asterisme Grote steelpan (Big dipper) vormen. Tevens bevindt NGC 3846 zich in het meest oostelijke gedeelte van het driehoekige asterisme Big Dipper's Sunken Crouton (het gezonken broodkorstje). De oostelijke hoek van dit asterisme is de ster HD 102328.

## Synoniemen
- UGC 6710
- MCG 9-19-171
- ZWG 268.78
- DRCG 24-16
- IRAS 11417+5556
- PGC 36539